# Ezequiel Garay
Ezequiel Garay (født 10. oktober 1986 i Roserio) er en argentinsk fodboldspiller (midterforsvarer). Han spiller for Valencia CF i Spanien, som han har været tilknyttet siden sommeren 2016.
Garay har tidligere spillet for Newell's Old Boys i sit hjemland, for Racing Santander og Real Madrid i Spanien, for portugisiske SL Benfica og for FC Zenit i Rusland.
Af titler som Garay har vundet kan blandt andet nævnes det argentinske mesterskab, som han vandt med Newell's Old Boys i 2004, den spanske pokalturnering, som han var med til at vinde med Real Madrid i 2011 og det portugisiske mesterskab, som han vandt med Benfica i 2014.
Garay har (pr. juli 2014) spillet 25 kampe for det argentinske landshold. Han var en del af det argentinske hold, der vandt sølv ved VM i 2014 i Brasilien, og var også som en del af landets U/23-landshold med til at vinde guld ved OL i 2008 i Beijing.